# 卡齐古恩德
卡齐古恩德（Qazigund），是印度查谟-克什米尔邦Anantnag县的一个城镇。总人口4307（2001年）。

## 人口
该地2001年总人口4307人，其中男性2689人，女性1618人；0—6岁人口352人，其中男183人，女169人；识字率67.15%，其中男性为78.36%，女性为48.52%。